# 仲買 (商業)
仲買（なかがい）とは近世において、問屋から買い取った商品を小売商に売る自己勘定取引をする商人であった。

## 概要
近代に入ると問屋と仲買の区別は曖昧になり両者の機能が合体した「卸商」が旧問屋のなかから現れた。一方旧仲買からは旧来の取引方法をとりつつ「問屋」を称するものが現れた。
明治期に仲買といえば、卸商と小売商の間で取引を仲介して手数料をもらうかつての問屋のような存在をさすようになった。